# Kamila Bobr
Kamila Bobr –en bielorruso, Каміла Бобр– (Tvorichevka, 7 de mayo de 1997) es una deportista bielorrusa que compite en piragüismo en la modalidad de aguas tranquilas.
Ganó cinco medallas en el Campeonato Mundial de Piragüismo, en los años 2014 y 2018, y tres medallas en el Campeonato Europeo de Piragüismo entre los años 2015 y 2018.

## Palmarés internacional
| Campeonato Mundial | Campeonato Mundial          | Campeonato Mundial | Campeonato Mundial |
| Año                | Lugar                       | Medalla            | Competición        |
| ------------------ | --------------------------- | ------------------ | ------------------ |
| 2014               | Moscú (Rusia)               | Medalla de plata   | C2 500 m           |
| 2015               | Milán (Italia)              | Medalla de oro     | C2 500 m           |
| 2015               | Milán (Italia)              | Medalla de bronce  | C1 200 m           |
| 2017               | Račice (República Checa)    | Medalla de bronce  | C2 500 m           |
| 2018               | Montemor-o-Velho (Portugal) | Medalla de oro     | C2 200 m           |
| Campeonato Europeo |                             |                    |                    |
| Año                | Lugar                       | Medalla            | Competición        |
| 2015               | Račice (República Checa)    | Medalla de oro     | C2 500 m           |
| 2017               | Plovdiv (Bulgaria)          | Medalla de plata   | C2 500 m           |
| 2018               | Belgrado (Serbia)           | Medalla de plata   | C2 200 m           |